# Usha Vance
Usha Chilukuri Vance (nascida Usha Bala Chilukuri; San Diego, 6 de janeiro de 1986) é uma advogada americana que é a segunda-dama dos Estados Unidos desde 20 de janeiro de 2025, como esposa do vice-presidente J.D. Vance. Ela é a primeira asiático-americana e hindu nesta função.
Usha é filha de pais imigrantes indianos e foi criada em um subúrbio de classe média alta. Ela se formou na Universidade Yale com um diploma de bacharel em história e na Faculdade de Direito de Yale com um diploma de Juris Doctor. Após a faculdade de direito, ela atuou como assistente jurídica para vários juízes federais, incluindo o presidente da Suprema Corte John Roberts, o juiz Brett Kavanaugh e o juiz Amul Thapar.
Em 2019, Usha foi admitida na Ordem dos Advogados do Distrito de Columbia e, posteriormente, trabalhou para um importante escritório de advocacia lidando com litígios civis e apelações em casos envolvendo ensino superior, governo local, entretenimento e tecnologia. Ela pediu demissão do seu emprego no escritório de advocacia em julho de 2024.
Ela fez o discurso de apresentação de seu marido, J. D. Vance, na Convenção Nacional do Partido Republicano de 2024 e frequentemente viajava com ele para seus eventos de campanha.